# أحمد العوهلي
أحمد بن عبد العزيز بن المحمد العوهلي محافظ الهيئة العامة للصناعات العسكرية في السعودية. منذ 23 مارس 2019، عندما أصدر الملك سلمان بن عبدالعزيز أمرًا ملكيًّا بتعيينه محافظا للهيئة بمرتبة وزير.

## التعليم
المهندس العوهلي حاصل على درجة البكالوريوس في علوم الهندسة الكيميائية بمرتبة الشرف من جامعة الملك فهد للبترول والمعادن عام 1981م، ثم التحق بالعديد من الدورات والبرامج التدريبية التنفيذية في القيادة والإدارة العليا والمالية.

## الخبرات العملية
شغل منصب الرئيس التنفيذي وعضو في مجلس إدارة الشركة السعودية العالمية للبتروكيماويات (سبكيم)، وعمل في شركة سابك منذ سبتمبر 1981، حيث بدأ في التدريب بالولايات المتحدة الأمريكية لمدة عامين، ومن ثم التحق بالعمل في موقع الشركة في الجبيل الصناعية، حيث تبوأ العديد من المناصب التنفيذية خلال عمله في الشركة.
وفي مطلع عام 1996م انتقل ليعمل وليؤسس بنجاح مشاريع متوسطة الحجم في القطاع الخاص صناعية وتجارية.

## عضويات مجالس الإدارة
وكان قبل ذلك رئيسًا وعضوًا في مجالس بعض الشركات ومنها: (عضو مجلس إدارة الاتحاد الخليجي للبتروكيماويات والكيماويات- اللجنة السعودية لمصنعي البتروكيماويات والكيماويات- عضوية المجلس الاستشاري لمركز أبحاث البتروكيماويات في جامعة الملك فهد للبترول والمعادن- عضو ورئيس في عدة مجالس الإدارات شركات خاصة والمنظمات الصناعية والتجارية).